# Uwe-Johnson-Bibliothek
Die Uwe-Johnson-Bibliothek (Eigenschreibweise: Uwe Johnson-Bibliothek), benannt nach dem Schriftsteller Uwe Johnson, ist eine öffentliche Bibliothek in Güstrow. Sie liegt am Rande der Innenstadt in einem restaurierten klassizistischen Gebäude. Ihr angegliedert ist die Historische Bibliothek des Museums Güstrow. Diese ist eine wissenschaftliche Bibliothek und Präsenzbibliothek mit Beständen, die bis in das 16. Jahrhundert zurückgehen.

## Geschichte
Die Bibliothek geht zum einen auf die fürstliche Domschule zu Güstrow zurück. 1552 durch Herzog Johann Albrecht I. (1525–1576) gestiftet, war sie zunächst eine evangelische Gelehrtenbibliothek. In der Regierungszeit Herzog Gustav Adolfs (1633–1695), nach dem Dreißigjährigen Krieg, erneuerten Schenkungen den Bestand der Bibliothek. Im folgenden Jahrhundert verringerte sich der Bestand jedoch. Da nur ca. 300 Bände vorhanden waren, verpflichtete ab 1789 eine neue Schulordnung der Domschule jeden Schüler zu Zahlungen. Von diesen Geldern sollte der Bestand erweitert werden.
1804 wurde schließlich vorwiegend aus Buchspenden von Schülern und deren Eltern eine Leihbibliothek eingerichtet. In dieser Zeit wurde zwischen einer Lehrer- und einer Schülerbibliothek unterschieden. Sie war die einzige öffentliche Bibliothek Güstrows neben gewerblichen Leihbibliotheken. Eine systematische Erweiterung des Bestandes erfolgte nicht.
1853 wuchs der Bestand auf 15.000 Bände an, nachdem zwei Güstrower Privatbibliotheken gekauft und in den Bestand aufgenommen waren. Mit geschätzten 60.000 Bänden war die Bibliothek um 1900 die größte ihrer Art in Mecklenburg. Mit Bau des Realgymnasiums in Güstrow zwischen 1903 und 1905 wurde die Bibliothek neu katalogisiert. Einzelne Bände wurden in den Bestand des Museums Güstrow aufgenommen, das ehrenamtlich von einigen Lehrern geleitet wurde. Schenkungen von Bürgern erweiterten den Bestand.
Nach dem Ersten Weltkrieg gingen größere Bestände in die Museumsbibliothek über. Diese Bibliothek wurde nun als kulturgeschichtliche Sammlung geführt.

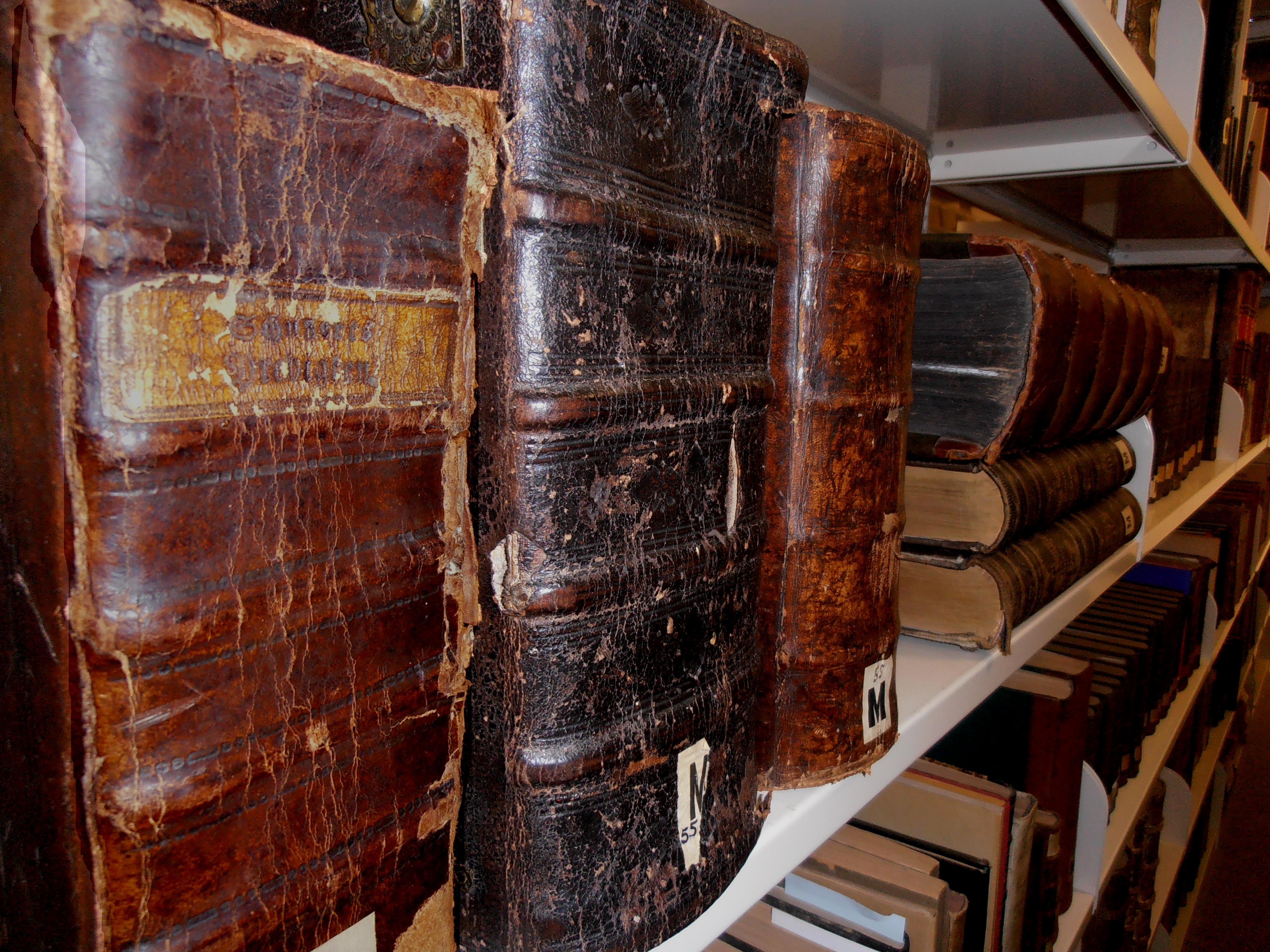
Historische Buchbestände der Domschulbibliothek zu Güstrow im Magazin (Foto: 2013)

Eine zweite Wurzel der Bibliothek ist die 1889 gegründete Volksbibliothek des Hilfsvereins zu Güstrow. Diese war zunächst nur eine von mehreren kleinen Privatbibliotheken, gedacht zur politischen Aufklärung und Erbauung von Arbeitern. Nach dem Weltkrieg wurde sie ausgewählt, die Funktion einer öffentlichen Bibliothek zu übernehmen. Nach 1921 war sie eine mit öffentlichen Geldern geförderte Volksbücherei. Ihr Bestand schwankte zwischen 1.530 und 2.505 Bänden. Die offizielle Förderung kam über kleine Beträge jedoch nie hinaus. Der Bestand wurde inhaltlich in den Jahren nach 1933 durch ns-ideologisch konforme Schriften umgestaltet, die finanzielle Unterstützung ging jedoch nicht über die Mittel für die ideologische Anpassung der Bestände hinaus. Weiterhin schwankte der Bestand um 2.000 Bände und die Bibliothek war zu Kriegsende faktisch bedeutungslos.
Die Neugründung erfolgte nach dem Zweiten Weltkrieg. Das durch die sowjetischen Besatzungsbehörden eingesetzte Kulturamt der Stadt baute nach 1945 die öffentliche Bibliothek vor allem auf Grundlage der Bestände der Domschulbibliothek auf, weitere Bestände kamen aus beschlagnahmten Privatbibliotheken. Auf 15.452 Bänden wurde der Bestand nach Sichtung der nach ideologischen Kriterien für „einsatzwürdig“ befundenen Literatur beziffert. Zwischen 1945 und 1953 wurde dadurch der Bestand der Bibliotheken verstreut und ging zum Teil verloren. Bis 1958 verschwanden die 1947 verbliebenen drei gewerblichen Leihbibliotheken, und die 1954 zur Stadt- und Kreisbibliothek Güstrow ernannte Bibliothek wurde die einzige öffentliche Bibliothek.
Trotz Übernahme großer Bestände der Domschulbibliothek und der weitgehenden Nutzlosigkeit der ns-konformen Bestände der öffentlichen Bibliothek, berief man sich in der DDR-Zeit auf die Bibliothek des Arbeitervereins, auch da sie ab 1921 behördliche Förderung erfuhr.
Nach zwei Umzügen und einer Auslagerung der Kinderbibliothek, die nach Willi Bredel benannt wurde, verfügte die Kreisleitung 1962 der Umzug in den Westflügel des Güstrower Schlosses. 1989 gehörten zur Kreisbibliothek die Zentralbibliotheken in Zehna, Kritzkow, Krakow, Laage, Lalendorf und Diekhof und 102 Dorfbibliotheken; es gab zwei Zweigstellen in Güstrow, 35 Ausleihstellen in Betrieben sowie fünf Ausleihstellen der Kinderbibliothek. Der Bestand wurde mit 95.000 (Bücher, Schallplatten und Zeitschriften) angegeben.

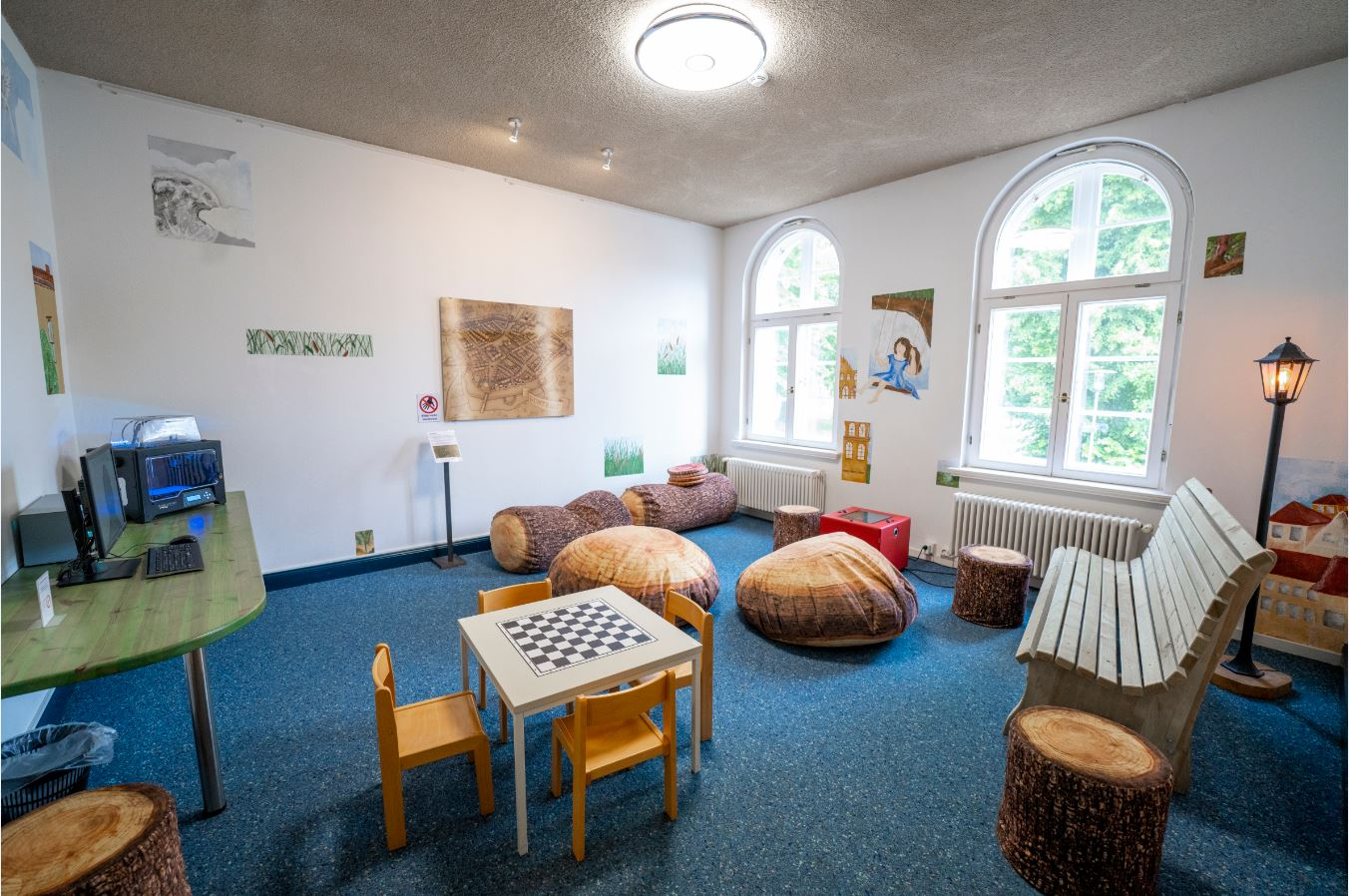
Aufenthalts-, Spiel- und Kreativraum mit 3D-Drucker (Foto: 2022, Caro Sternhagen)

1995/96 wurde die Bibliothek von einer Kreisbibliothek in eine Stadtbibliothek umgewandelt. 1997 erfolgte der Umzug an die heutige Adresse Am Wall 2. Mit rund 50.000 Medieneinheiten wurde das neu restaurierte Gebäude bezogen. Die Räumlichkeiten waren als Pferdestall gebaut worden und beherbergten 1928 bis 1945 auch das Museum Güstrow.
Mit Literaturtagen, Kinderfesten, Lesungen, Lesewettbewerben und den Uwe Johnson-Literaturtagen ist vor allem das Veranstaltungsprogramm der Bibliothek über Jahre sehr ausgeprägt und erfreut sich eines überregionalen Rufs und Zuspruchs.
2019 wurde mit dem Bezirksverein Mecklenburg-Vorpommern des Vereins deutscher Ingenieure ein erweitertes Angebot zur Förderung von Digitalkompetenz und Technikkompetenz eingerichtet. Die „Modulare Technothek“ hat im Bestand hands on (aus der Museumspädagogik entlehnt) als interaktive Komponente in die Bibliotheksregale integriert und verbindet das Angebot mit einer „Bibliothek der Dinge“, einem Makerspace und bibliothekspädagogischen Angeboten. 2022 wurde die Bibliothek für ihre moderne Ausrichtung und Arbeit mit dem ersten Platz im Wettbewerb Informationskompetenz von Deutschem Bibliotheksverband und dem Verein Deutscher Bibliothekarinnen und Bibliothekare und mit dem höchsten Bundespreis „Bibliothek des Jahres in kleinen Kommunen und Regionen“ ausgezeichnet.

## Namensgebung
Am 20. Juli 1994 wurde die Bibliothek in „Uwe Johnson-Bibliothek“ benannt. Dies ging auf private Initiative von vier Bürgern zurück, die zum zehnten Todes- und 60. Geburtstag an den Dichter erinnern wollten, der in Güstrow seine Jugend verbracht und die ersten literarischen Arbeiten geschrieben hatte. Auch der die Rechte an Johnsons Erbe haltende Suhrkamp Verlag stimmte der Namensgebung zu. Die Bibliothek hat sich neben dem Alltagsbetrieb Uwe Johnsons literarischem Erbe in Veranstaltungen und Bestandsaufbau verpflichtet.
Seit 2013 befindet sich die Fotosammlung zu Johnson des Wegbegleiters und Fotografen Heinz Lehmbäcker im Besitz der Barlachstadt Güstrow. Lehmbäcker hat sich dabei intensiv mit dem Leben und Werk Johnsons auseinandergesetzt und sowohl Johnson selbst als auch seine Stationen und die Stationen seiner Romane fotografisch dokumentiert.

## Historische Bibliothek
Der Bestand umfasst 3.646 Bände als historischen Bestand, insgesamt rund 18.000 Bände. Ein Band aus dem 15. Jahrhundert und 48 Bände aus dem 16. Jahrhundert stellen die ältesten Bestände dar. Hierzu gehört auch ein Band mit der ältesten Karte der Stadt Güstrow.

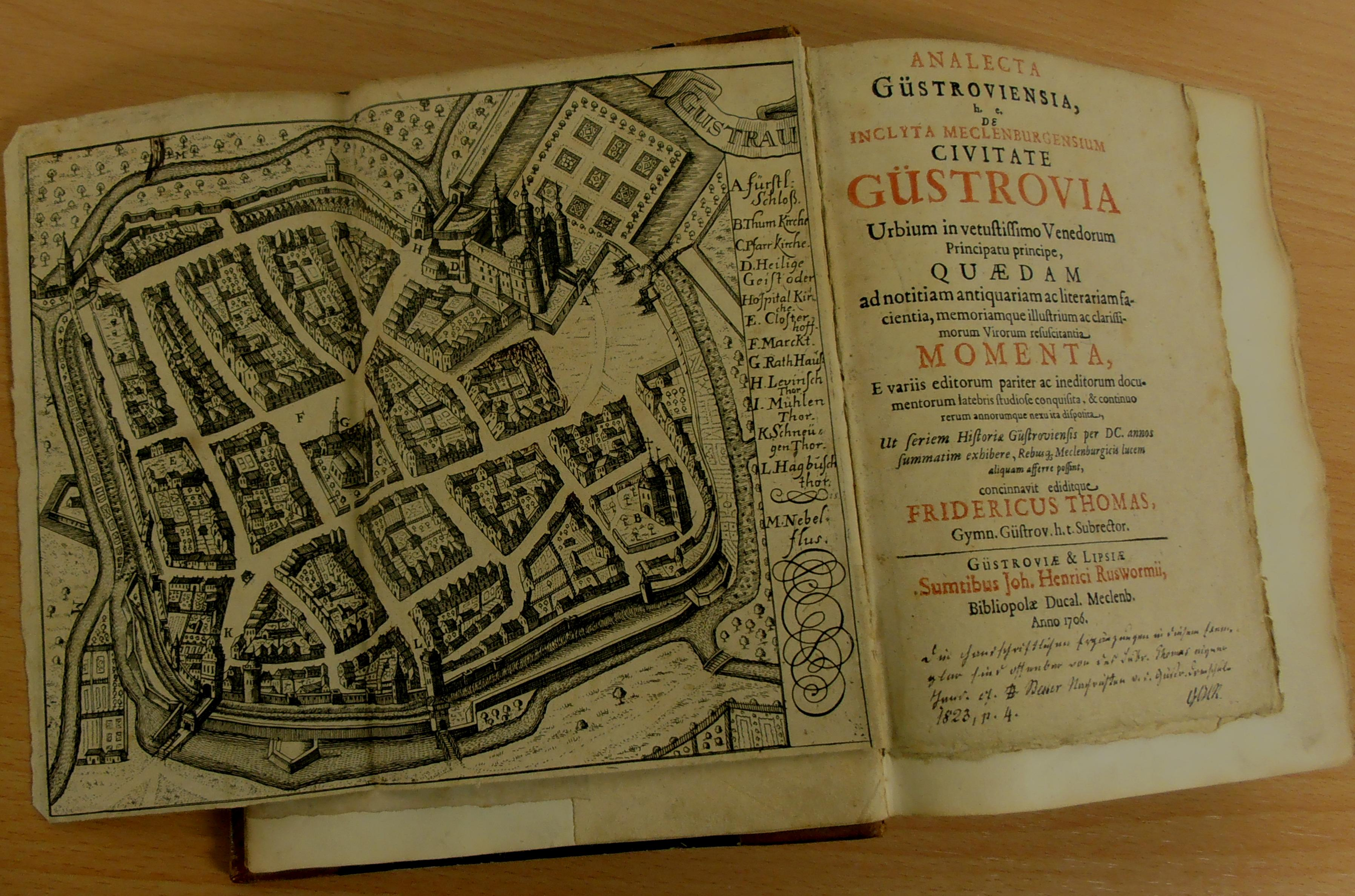
Thomas, Fridericus: Analecta Güstroviensia von 1706

Die Historische Bibliothek geht ebenfalls auf die Domschulbibliothek zurück. In der ersten Hälfte des 20. Jahrhunderts kamen, vor allem zwischen 1903 und 1905 und 1945–53 deren Bestände zur Museumsbibliothek der Stadt. 1950 kam der Lateinlehrer und Heimatforscher Wilhelm Gernentz (1890–1969), selbst ehemaliger Schüler der Domschule, nach Güstrow. Er sorgte dafür, dass große Bestände der Domschulbibliothek sowie weitere Bestände aus dem Heimatmuseum, Kulturvereinen und Privatbibliotheken in die Museumsbibliothek kamen. 1953 führte er die Systematik ein, nach der die Bestände der Historischen Bibliothek noch heute aufgestellt sind. Diese ist in die drei Hauptgruppen Deutsche Geschichte (einschließlich Historische Hilfswissenschaften und Kunstwissenschaft), Mecklenburgische Geschichte und Geschichte Güstrows unterteilt.
Die ehemalige Domschulbibliothek ist heute verteilt auf die Historische Bibliothek, welche als Museumsbibliothek zur Stadt gehört, auf die Bibliothek des John-Brinckman-Gymnasiums und die Landesbibliothek Mecklenburg-Vorpommern in Schwerin. Zum Bestand gehören 19 Inkunabeln, seit 1953 in der Mecklenburgischen Landesbibliothek.

## Zahlen
Im Jahr 2012 zählte die Uwe Johnson-Bibliothek 39.792 Besuche und 92.881 Medienleihen. Zum Bestand gehörten 47.824 Printmedien und 7.541 Nichtbuchmaterialien. 2019 waren es 46.329 Besuche, 92.664 Medienleihen, 32.989 Printmedien und 8.548 Nichtbuchmaterialien.